# 南布拉西兰迪亚
南布拉西兰迪亚是巴西巴拉那州的一个市镇。总面积291.039平方公里，总人口3321人，人口密度11.4人/平方公里。